# Liesel Linn
Liesel Linn (* 1927) ist eine deutsche Schriftstellerin und Übersetzerin. 

## Leben
Liesel Linn war als Sozialarbeiterin in einem Kölner Krankenhaus tätig. Später heiratete sie einen praktischen Arzt; sie war Hausfrau und arbeitete in der Praxis ihres Ehemanns mit. Sie lebt heute in Ittenbach im Siebengebirge.
Liesel Linn übersetzte seit den Achtzigerjahren Kinder- und Jugendbücher aus dem Niederländischen ins Deutsche. Daneben veröffentlichte sie zwei Bände mit eigenen Gedichten. 

## Werke
- Ich bin so glücklich dass ich bin, Siegburg 2003
- So wunderbar ist das Leben gemischt, Siegburg 2008

## Übersetzungen
- Piet van der Bruggen: ...Wünsch Dir gute Besserung, Freiburg im Breisgau [u. a.] 1987
- Nicolaas G. M. van Doornik: Katharina von Siena, Freiburg im Breisgau [u. a.] 1980
- Tonke Dragt: Der Brief für den König, Weinheim 1998 (übersetzt zusammen mit Gottfried Bartjes)
- Tonke Dragt: Das Geheimnis des siebten Weges, Weinheim [u. a.] 1984
- Tonke Dragt: Das Geheimnis des Uhrmachers oder Die Zeit wird es lehren oder die Zeit wird es dich lehren, Stuttgart 1992
- Tonke Dragt: Der Goldschmied und der Dieb, Stuttgart 1986
- Tonke Dragt: Tigeraugen, Stuttgart 1997
- Tonke Dragt: Die Türme des Februar. Weinheim: Beltz 1983.
- Tonke Dragt: Turmhoch und meilenweit, Stuttgart 1996
- Tonke Dragt: Was niemand weiß, Stuttgart 2008
- Karel Eykman: Das Fest, Freiburg im Breisgau [u. a.] 1983
- Liesbeth van Lennep: Mach’s gut, Martina! oder Das fröhliche Krankenhaus, Freiburg im Breisgau [u. a.] 1981
- Lydia Rood: Erin, Weinheim [u. a.] 2000
- Mariette Vanhalewijn: Meine Welt soll schöner sein, Freiburg im Br. [u. a.] 1984
- Dolf de Vries: Morgen kommt Miguel, Mödling [u. a.] 1992